# História das Bermudas
Descobertas pelo espanhol Juan Bermúdez, provavelmente entre 1503 e 1511, as ilhas Bermudas foram ocupada pelos britânicos em 1609, mas apenas em 1684 se tornam colônias.
A Constituição de 1968 garante ao arquipélago autonomia em assuntos internos, mantendo sob responsabilidade da metrópole as políticas externa e de defesa.
Desde as primeiras eleições legislativas sob essa Constituição, a maioria das cadeiras do Parlamento pertence ao Partido das Bermudas Unidas (UBP).
Sua política é baseada na cooperação racial e na defesa do status de território dependente do Reino Unido. A principal oposição ao UBP é o Partido Trabalhista Progressista (PLP), constituído principalmente de negros e cuja maior bandeiraé a independência de Bermudas.
Em 1978, uma comissão britânica defende a independência do território e uma reforma eleitoral que permita maior representação do PLP. A maioria da população, no entanto, rejeita.
A tensão racial foi violenta na década de 1970. Bases militares canadenses,norte-americanas e inglesas, instaladas durante a Guerra Fria em virtude da posição estratégica do território, retiram-se entre 1993 e 1995.
Em 27 de março de 1997, Pamela F. Gordon (UBP) torna-se a primeira mulher em Bermudas a exercer o cargo de primeira-ministra.